# César Mercado
César Mercado (n. San Lorenzo, Esmeraldas, Ecuador; 13 de mayo de 1989) es un futbolista ecuatoriano que juega de defensa y su actual equipo es el Club Deportivo Macará de la Serie A de Ecuador.

## Clubes
| Club               | País    | Año             |
| ------------------ | ------- | --------------- |
| El Nacional        | Ecuador | 2006            |
| Alianza del Pailón | Ecuador | 2007            |
| Liga de Cuenca     | Ecuador | 2008            |
| El Nacional        | Ecuador | 2008 - 2009     |
| Mushuc Runa        | Ecuador | 2009            |
| Deportivo Quito    | Ecuador | 2010            |
| América de Quito   | Ecuador | 2011            |
| Aucas              | Ecuador | 2012 - 2013     |
| Clan Juvenil       | Ecuador | 2014            |
| Olmedo             | Ecuador | 2015            |
| Macará             | Ecuador | 2016 - presente |

## Palmarés

### Campeonatos nacionales
| Título            | Club           | País    | Año  |
| ----------------- | -------------- | ------- | ---- |
| Serie A           | CD El Nacional | Ecuador | 2006 |
| Segunda Categoría | SD Aucas       | Ecuador | 2012 |
| Serie B           | Macará         | Ecuador | 2016 |